# Shekel

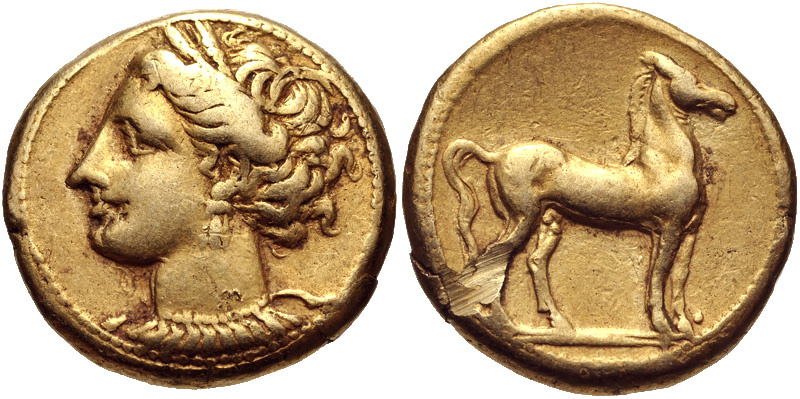
Siclo de Cartago, por volta de 310-290 a.C.

O shekel, também grafado sheqel, shequel ou, na sua forma aportuguesada, xéquel (em hebraico: שקל; plural: shekels, sheqels, sheqalim, em hebraico: שקלים‎), ou siclo em português, refere-se a uma das mais antigas unidades de peso, utilizada posteriormente como nome da moeda corrente do povo israelita. A primeira utilização é da Mesopotâmia, cerca de 3000 a.C. Inicialmente, ela pode ter se referido a um peso de cevada (a primeira sílaba "she" era o acadiano para cevada). Este shekel equivalia a cerca de 180 grãos (11,4 gramas).

## Os primeiros shekels

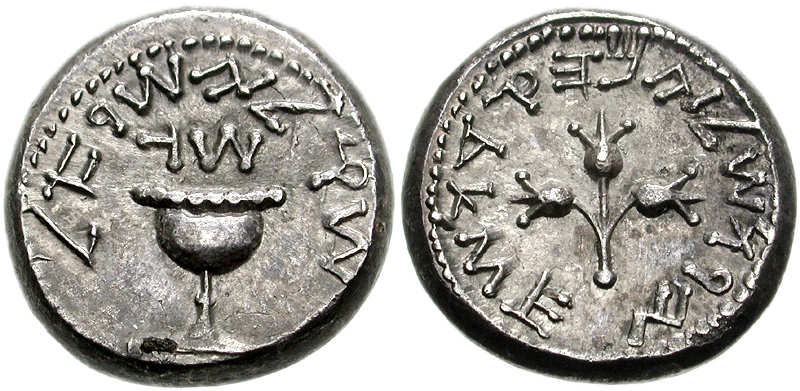
Shekels de prata cunhados em Jerusalém durante a primeira revolta judaica contra Roma em 68 d.C. Anverso: "Shekel Israel: Ano 3". Reverso: "Jerusalém a sagrada"

Os primeiros shekels eram uma unidade de peso, usado assim como outras unidades, como gramas e onças, para negociação antes do surgimento das moedas. As moedas foram inventadas pelos primeiros comerciantes da Anatólia que colocavam suas marcas para evitar pesar cada vez que fossem utilizadas. As primeiras moedas eram um dinheiro carimbado com um selo oficial para certificar que atestava sua massa. Lingotes de prata, alguns com marcações, eram emitidos.

## Shekel hebraico
Entre os hebreus, o shekel era uma unidade de peso e de valor, estimado em 220 grãos. O meio-shekel ou meio-siclo também era chamado de beqa' (ou beca) em hebraico.

## Ver também

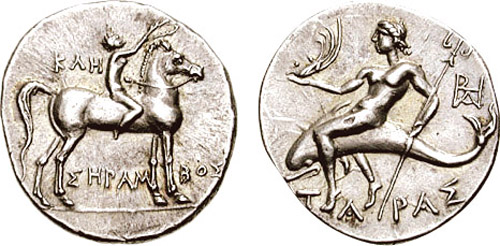
Moeda de prata de meio shekel do período greco-romano.